# 德魯日巴 (亞基米夫卡區)
46°32′45″N 34°59′39″E / 46.54583°N 34.99417°E
德魯日巴（烏克蘭語：Дружба）是位於烏克蘭東南部的村莊，由扎波羅熱州梅利托波爾區的亞基米夫卡市鎮負責管轄。該村始建於1895年，面積0.42平方公里，海拔高度24米，2001年人口282，人口密度每平方公里671.4人。